# Zuccherificio di Avezzano
Lo zuccherificio di Avezzano è uno stabilimento dismesso situato nel nucleo industriale della città di Avezzano, in Abruzzo, che tra la fine del XIX secolo e il 1986 è stato operativo per la produzione dello zucchero da barbabietola.

## Storia

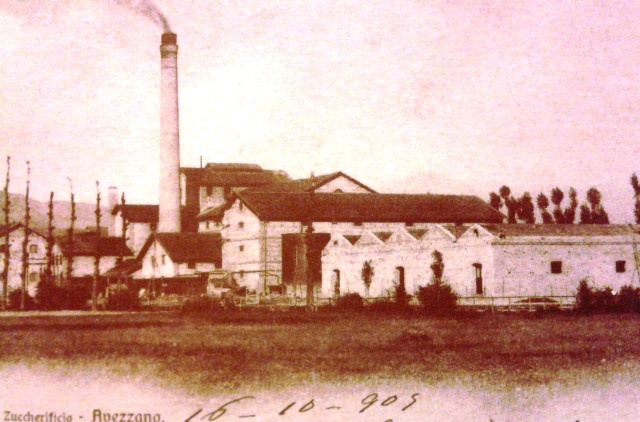
Cartolina d'epoca dello zuccherificio

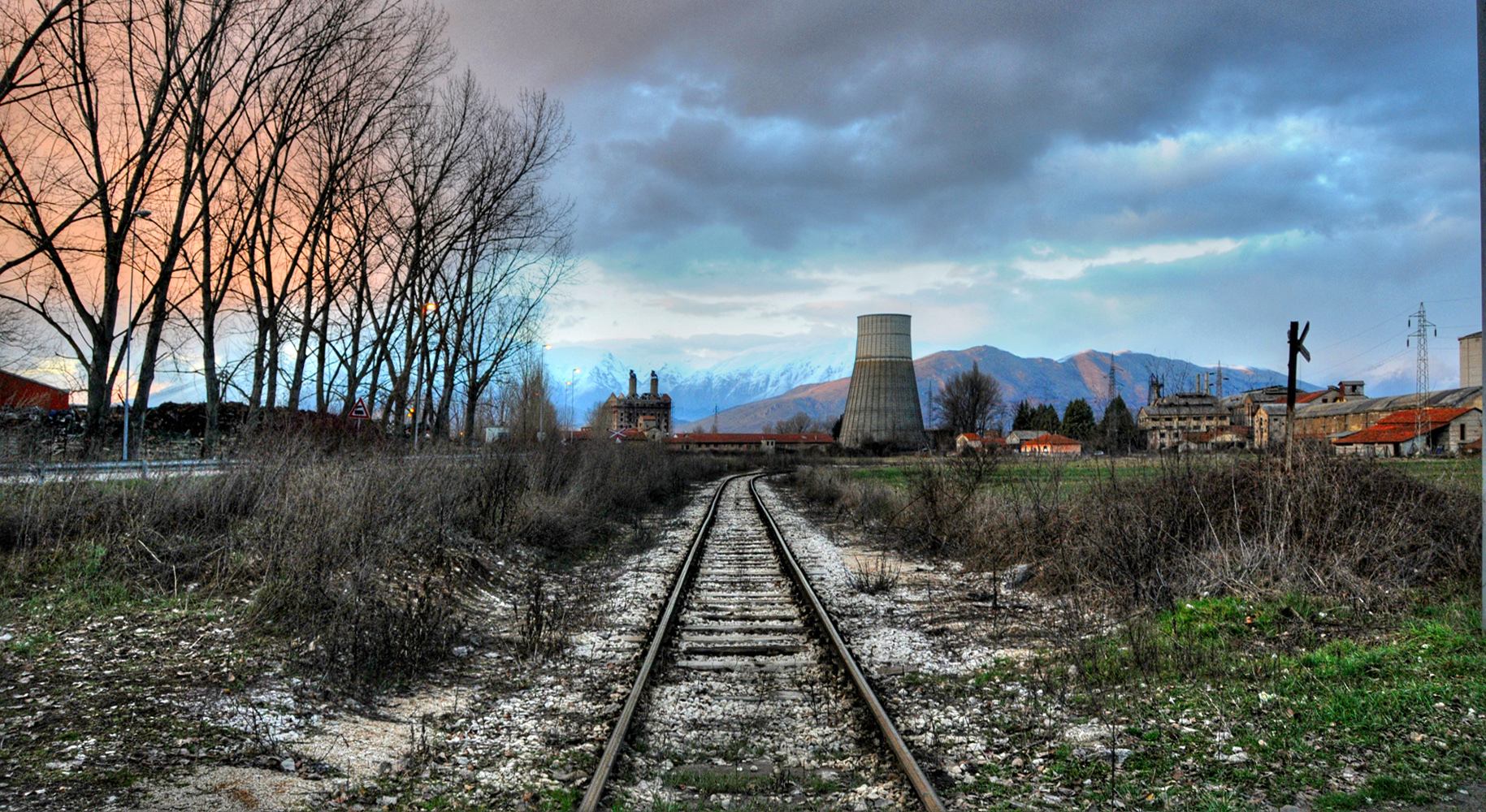
La ferrovia del nucleo industriale

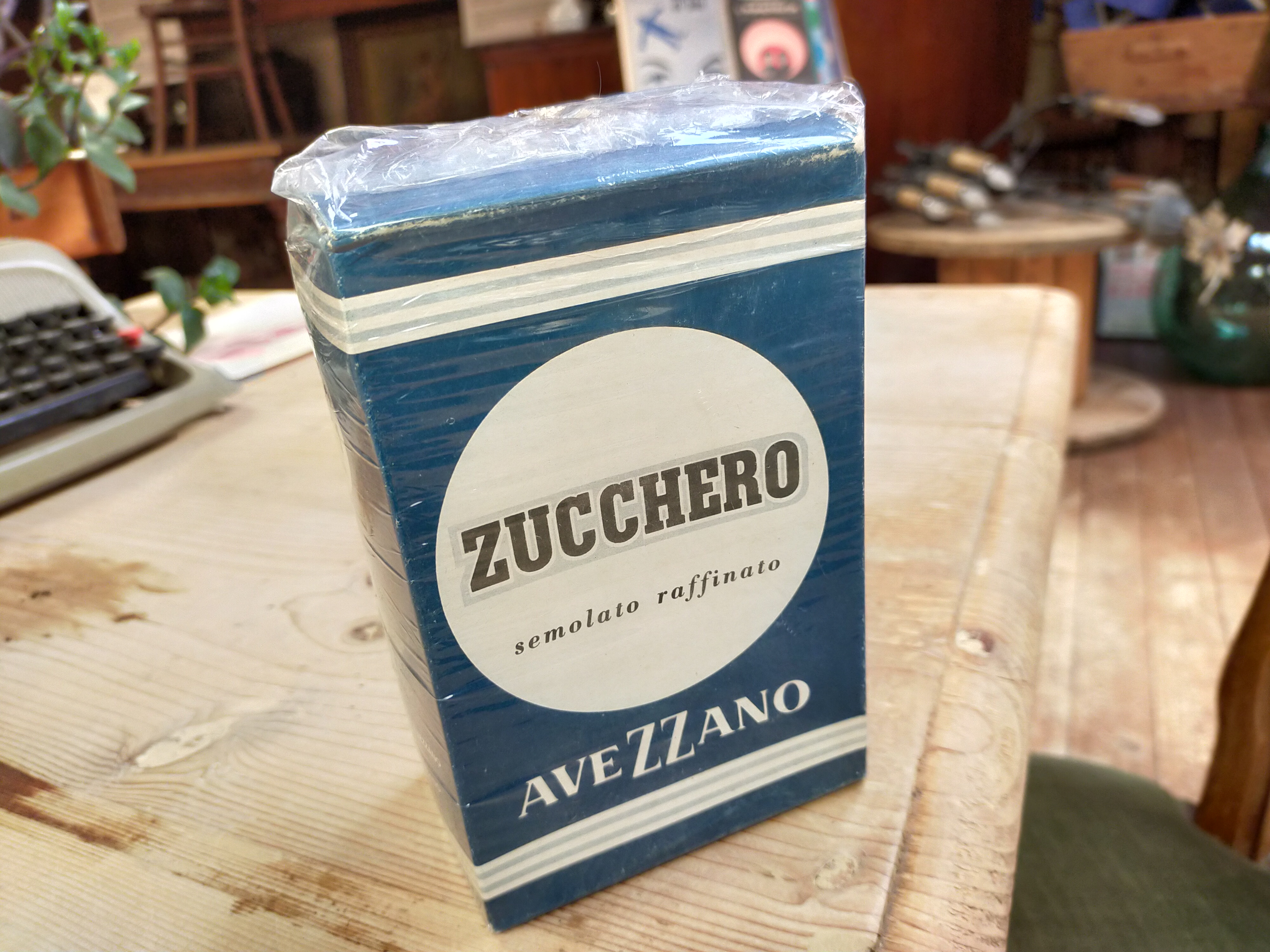
Confezione di zucchero semolato raffinato Avezzano

Lo zuccherificio di Avezzano fu costruito in località Trara nei pressi della sponda nordoccidentale dell'ex lago da una società italo-tedesca a cominciare dal 1897, alcuni anni dopo il totale prosciugamento e la bonifica del lago Fucino e l'attivazione della linea ferroviaria Roma-Pescara. L'opificio fu reso completamente funzionante tra il 1902 e il 1903.
La prima campagna saccarifera nella Marsica è tuttavia datata 1899; i raccolti inizialmente venivano trasportati per essere lavorati nello zuccherificio di Rieti o in quello di Monterotondo, quest'ultimo in grave difficoltà per la scarsità di barbabietole coltivate nei campi della valle del Tevere di proprietà dei principi Boncompagni. Nel 1901, chiuso lo stabilimento di Monterotondo, ebbe inizio la fase produttiva del nuovo stabilimento abruzzese che fece registrare una potenzialità pari a circa 6.000 quintali di barbabietole con l'occupazione di circa 850 operai.
L'opificio, prima fabbrica del territorio, operava con macchine a vapore successivamente rimosse. Fino al 1927 fu gestito dalla Società Romana Zucchero che fece realizzare, oltre a varie infrastrutture, una linea ferroviaria a scartamento ridotto che dalla stazione di Avezzano raggiungeva il sito industriale fucense per raccogliere e infine trasportare i prodotti allo scalo merci romano di San Lorenzo e al porto di Napoli. Alla società romana subentrò la SAZA di proprietà della famiglia Torlonia.
L'impianto fece registrare un'impennata produttiva negli anni trenta, dopo il controverso lodo Bottai, e soprattutto negli anni sessanta, periodo di massimo ampliamento delle strutture, in cui ebbe la capacità lavorativa giornaliera di 42.000 quintali di barbabietole, producendo 5.000 quintali di zucchero.
Le parti che subirono gravi danni a causa del terremoto della Marsica del 1915 e dei bombardamenti della seconda guerra mondiale furono ricostruite successivamente con un diverso stile architettonico. 
Le strutture principali sono caratterizzate da una parte bassa con muratura in mattoni e i piani superiori a muratura mista unitamente alle vecchie ciminiere. Il forno "tipo Porion" fu realizzato nel 1905 e venne utilizzato per trasformare il residuo derivante dalla distillazione, specificatamente la borlanda in concime salino potassico. Al forno furono affiancate fornaci per lavorare calce e laterizio, le officine meccaniche utilizzate per riparare i macchinari, il deposito, le distillerie del 1936 che, gestite dalla SADA, producevano l'alcool etilico, infine il silo costruito nel 1970.
L'attività industriale cessò nel 1986, nonostante le reiterate pressioni sul ministro dell'agricoltura Filippo Maria Pandolfi. In quel periodo lavoravano nell'opificio avezzanese oramai circa un centinaio di operai che furono trasferiti nel più moderno zuccherificio di Celano, realizzato in affiancamento dal 1961. 
Nelle vicinanze del sito si trova l'edificio delle malterie italiane costruito nel 1890, in cui lavorando l'orzo si otteneva il malto necessario per la produzione della birra. La malteria, bombardata durante la seconda guerra mondiale dalle forze aree americane, fu successivamente riattivata.
Il complesso rappresenta un esempio di archeologia e architettura industriale.

## Bonifica e riqualificazione

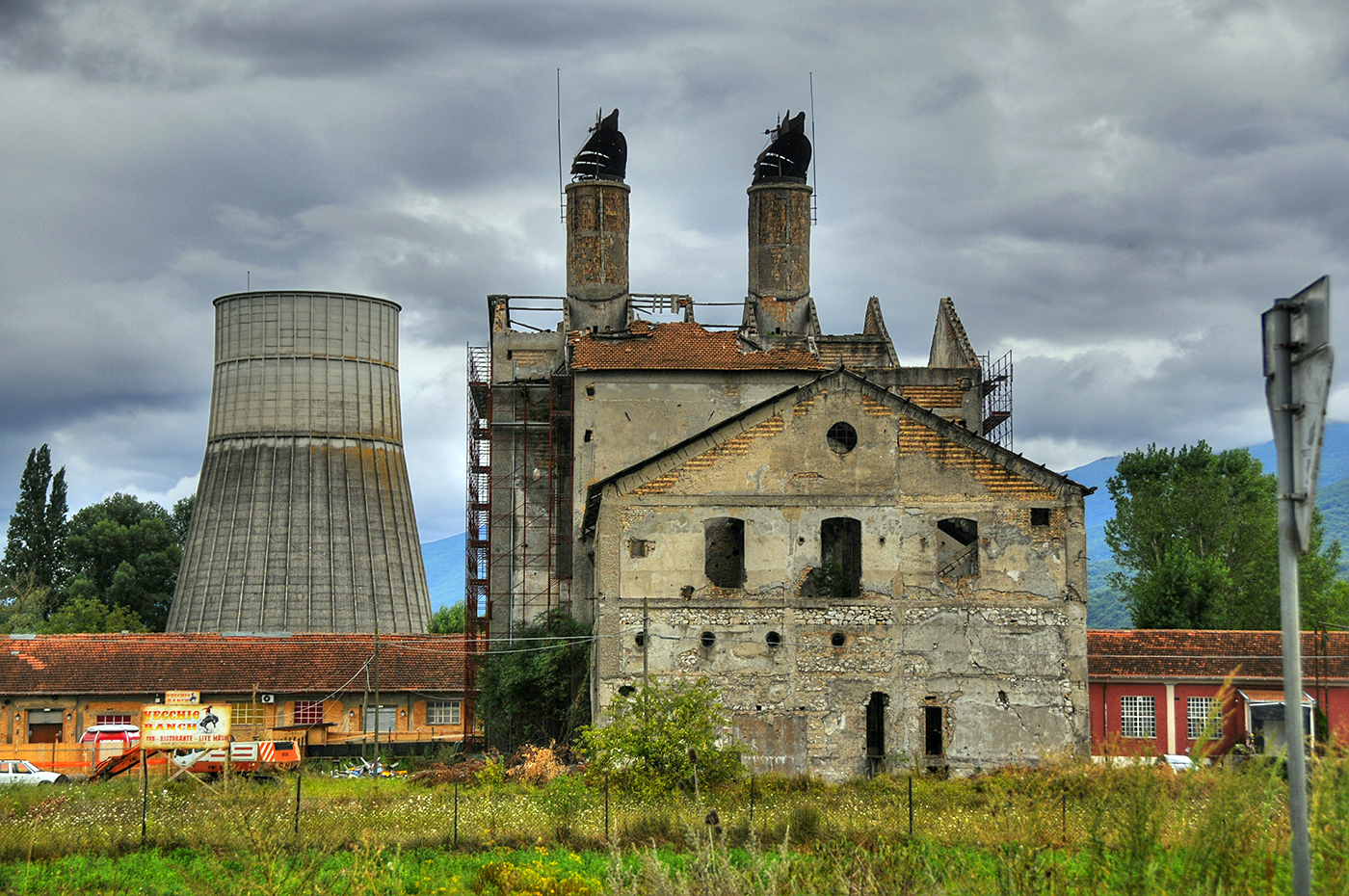
L'edificio delle malterie italiane nei pressi dello zuccherificio

Una lunga vicenda giudiziaria non ha consentito l'avvio delle opere di bonifica e riqualificazione del sito.
Il terreno di via Trara su cui sorge lo zuccherificio, infatti, nel 1902 fu concesso con il diritto dell'enfiteusi dall'ente comunale e, nel 1917, fu venduto alla società Romana Zucchero. La somma venne utilizzata dal comune per la ricostruzione di Avezzano distrutta dal sisma del 13 gennaio 1915, mentre la società ebbe la possibilità di sollevarsi da ogni altro onere.
Negli anni ottanta, con la delocalizzazione della produzione saccarifera, l'area industriale fu acquistata dal Consorzio delle cooperative della Marsica. Il comune si oppose all'atto di vendita chiedendo alle autorità competenti il sequestro giudiziario dell'area, ritenendola soggetta ad uso civico.
Dopo la sentenza della corte d'appello di Roma che ha bocciato la querela del comune, nel 2006 la Società Rivalutazione Trara è diventata la nuova proprietaria del sito.
Alcune strutture ubicate nei terreni contesi sono state a loro volta vendute e recuperate per la realizzazione di alcune attività private.
Nell'anno 2000 il Ministero per i beni e le attività culturali ha dichiarato il sito dell'ex zuccherificio di Avezzano d'interesse archeologico-industriale ponendo il relativo vincolo.